# Roberto Carballés Baena
Roberto Carballés Baena (Tenerife, 23 de março de 1993) é um tenista profissional espanhol.